# ایمرالی
ایمرالی (ترکی استانبولی: İmralı) یک زندان-جزیره کوچک زندان ترکیه در جنوب دریای مرمره، در غرب شبه جزیره آرموتلو-بوزبورن در استان بورسا است. ۸ کیلومتر (۵ مایل) در جهت شمال به جنوب با عرض ۳ کیلومتر (۲ مایل) و مساحت آن ۹٫۹۸ کیلومتر مربع (۳٫۸۵ مایل مربع). بلندترین قله ترک تپسی در ارتفاع ۲۱۷ متر (۷۱۲ فوت) از سطح دریا است. پرواز بر فراز آن یا ماهیگیری در نزدیکی سواحل آن ممنوع است.